# Дуль-Баут
Дуль-Бау́т — невеликий острів в Червоному морі в архіпелазі Дахлак, належить Еритреї, адміністративно відноситься до району Дахлак регіону Семіен-Кей-Бахрі.

## Географія
Розташований на захід від острова Бар-Аді. Має овальну, видовжену з північного сходу на південний захід, форму. Довжина 1,1 км, ширина до 550 м. Острів облямований піщаними мілинами та кораловими рифами.